# Senqu
Senqu est une municipalité locale située dans le district de Joe Gqabi, dans la province du Cap oriental, en Afrique du Sud. En 2011, sa population est de 134 150 habitants.

## Source
- (en) Cet article est partiellement ou en totalité issu de l’article de Wikipédia en anglais intitulé « Senqu Local Municipality » (voir la liste des auteurs).